# Broumov (Náchodi járás)
Broumov település Csehországban, Náchodi járásban. Broumov Otovice, Šonov, Křinice, Heřmánkovice, Hejtmánkovice és Martínkovice településekkel határos. Lakosainak száma 7166 fő (2024. január 1.).

## Népesség
A település lakosságának változását az alábbi diagram mutatja:
| Lakosok száma | 5701 | 10 555 | 10 931 | 7814 | 8361 | 8254 | 7753 | 7524 | 6874 | 7166 |
|               | 1869 | 1900   | 1930   | 1970 | 2001 | 2006 | 2014 | 2018 | 2021 | 2024 |